# Cheiramiona silvicola
Cheiramiona silvicola là một loài nhện trong họ Miturgidae.
Loài này thuộc chi Cheiramiona. Cheiramiona silvicola được George Newbold Lawrence miêu tả năm 1938.